# Hemanthias peruanus
Hemanthias peruanus là một loài cá biển thuộc chi Hemanthias trong họ Cá mú. Loài này được mô tả lần đầu tiên vào năm 1875.

## Phân bố và môi trường sống
H. peruanus có phạm vi phân bố rộng rãi ở Đông Thái Bình Dương. Loài này được tìm thấy từ nửa phía nam bán đảo Baja California và khắp vịnh California, dọc theo bờ biển Trung Mỹ và Nam Mỹ đến miền bắc Peru, bao gồm quần đảo Galapagos. H. peruanus sống xung quanh các rạn san hô ở độ sâu khoảng từ 20 đến 120 m.

## Mô tả
H. peruanus trưởng thành có chiều dài cơ thể lớn nhất được ghi nhận là 45 cm. Cơ thể thuôn dài. Đầu và thân của cá thể trưởng thành có màu đỏ hồng. Đầu có một sọc vàng bên dưới mắt, từ mõm uốn cong lên nắp mang. Hai bên thân có các đốm và vệt vàng. Các vây có màu đỏ, viền vàng với các đốm vàng. Đuôi xẻ thùy. 
Số gai ở vây lưng: 9 - 10 (gai thứ 3 kéo dài thành vây sợi ở cá trưởng thành); Số tia vây mềm ở vây lưng: 13 - 15; Số gai ở vây hậu môn: 3; Số tia vây mềm ở vây hậu môn: 7 - 9; Số tia vây mềm ở vây ngực: 17 - 18; Số vảy đường bên: 52 - 59; Số lược mang: 31 - 34. 
Thức ăn của H. peruanus là các loài cá nhỏ hơn và động vật giáp xác. Chúng bơi theo đàn. Loài này không có giá trị thương mại. 